# Pat Benatar

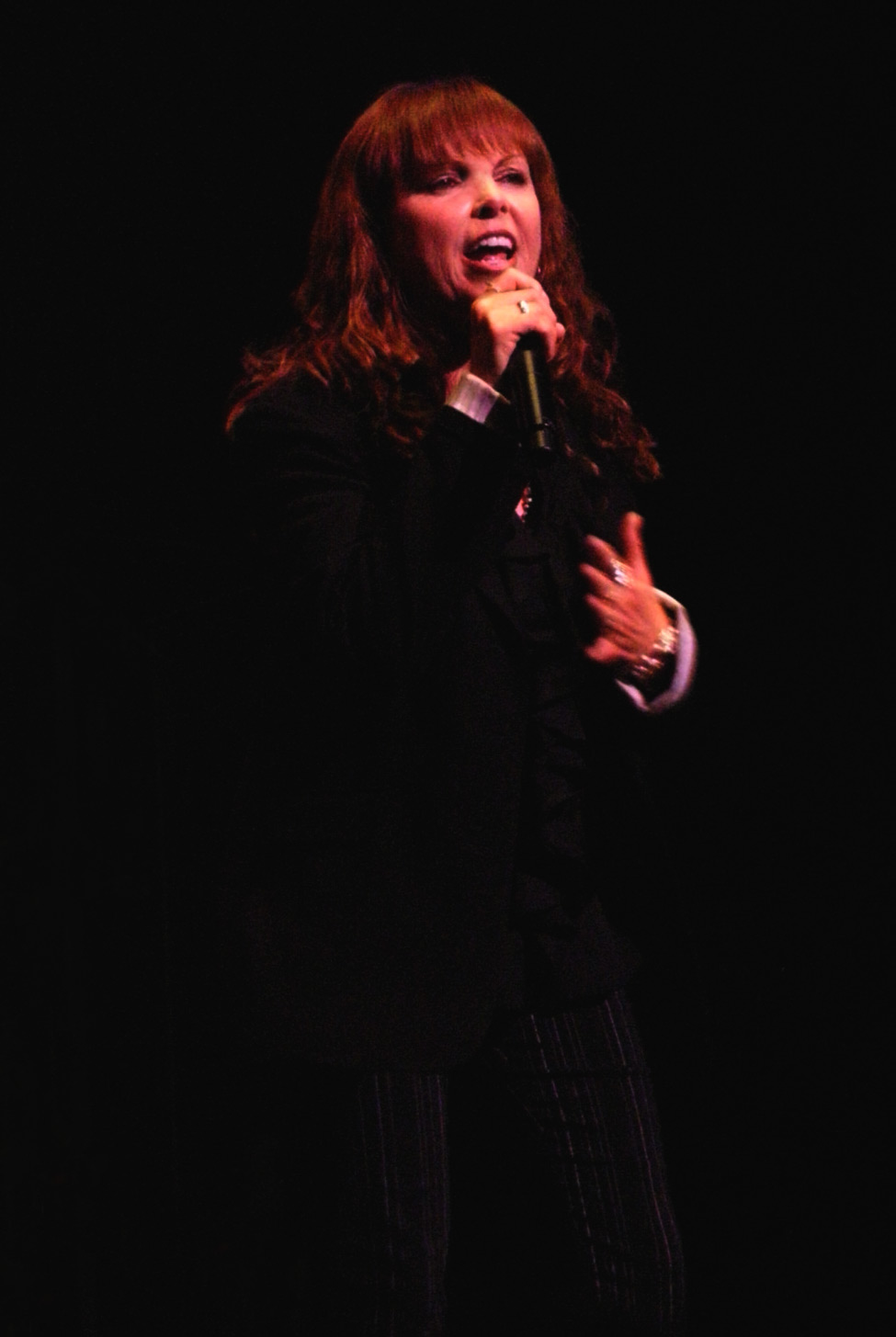
Pat Benatar (2010)

Pat Benatar (* 10. Januar 1953 als Patricia Mae Andrzejewski in Greenpoint, New York City) ist eine US-amerikanische Rock-Sängerin.

## Karriere
Pat Benatar ist polnisch-irischer Abstammung und wurde 1953 in Greenpoint in Brooklyn geboren. Sie wuchs in Lindenhurst im Bundesstaat New York auf. Zunächst studierte sie wie ihre Mutter Operngesang. 1971 heiratete sie Dennis T. Benatar. Die Ehe hielt nur wenige Jahre. 
1977 wurde sie bei einem Amateurgesangswettbewerb in einem New Yorker Club entdeckt. Sie unterzeichnete einen Plattenvertrag bei Chrysalis Records, der ihr von dem Geschäftsführer Terry Ellis angeboten wurde. Dieser brachte sie 1979 mit Neil Giraldo zusammen, der neben ihr zum führenden Mitglied der Pat Benatar Band wurde. Im Herbst 1979 erschien das Album In the Heat of the Night, das in den Vereinigten Staaten Platin-Status erreichte und dem bis 1984 fünf weitere, ebenfalls mit Platin ausgezeichnete Alben folgten.
Das Musikvideo zu ihrer Single You Better Run war das zweite Video, das bei MTV gespielt wurde. Auf dem Höhepunkt ihrer Karriere kam im Herbst 1983 das Album Live from Earth auf den Markt, das mit Love Is a Battlefield ihren ersten internationalen Superhit enthielt, dem im Spätsommer 1984 die Single We Belong aus dem Album Tropico folgte. Benatar wurde von 1981 bis 1984 mit vier Grammy Awards als beste Rocksängerin („Best Rock Vocal Performance, Female“) ausgezeichnet; 1985, 1986, 1988 und 1989 wurde sie erneut nominiert.

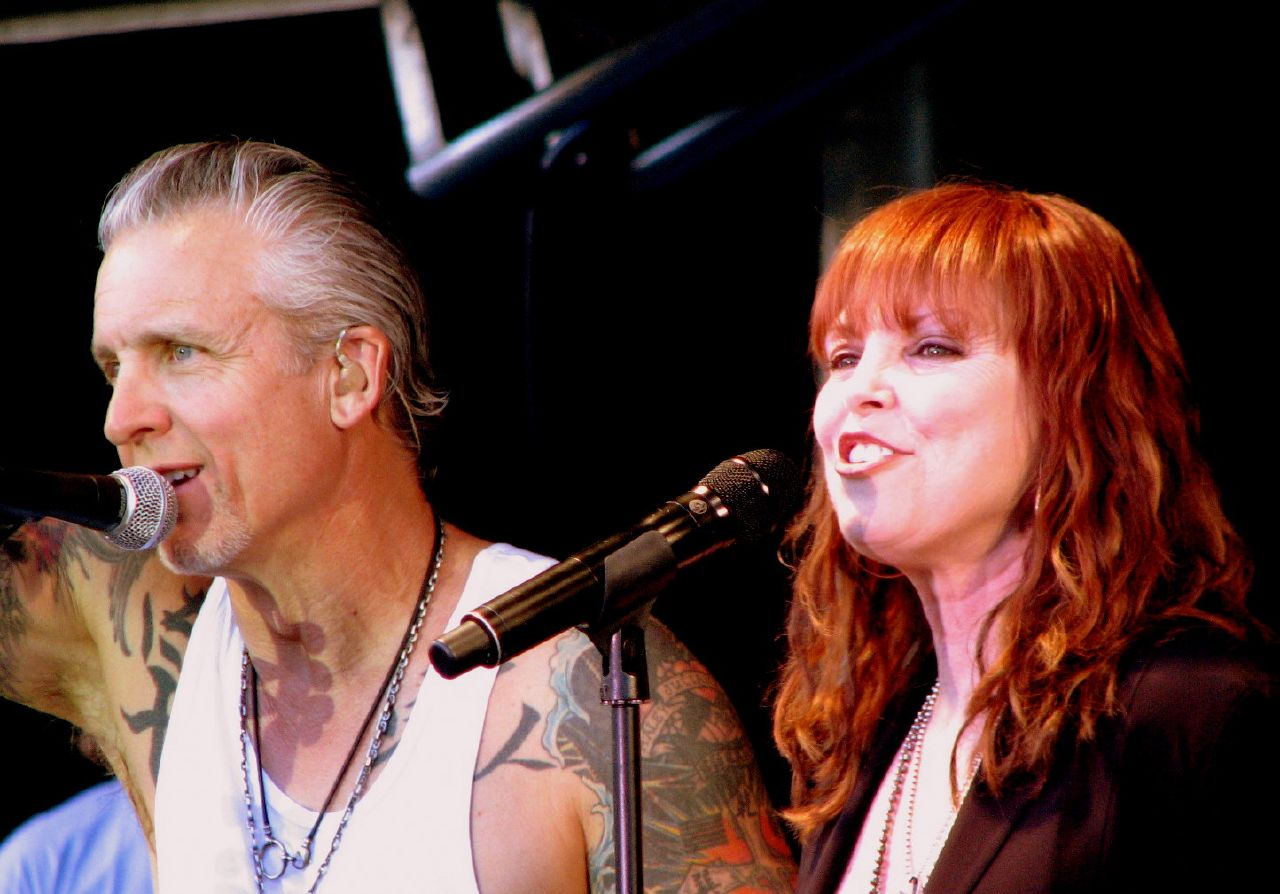
Pat Benatar mit ihrem Ehemann und Gitarristen Neil Giraldo (2009)

Seit 1982 ist Pat Benatar mit Neil Giraldo verheiratet, 1985 wurde eine gemeinsame Tochter geboren. Es folgten drei weitere Gold-Alben, 1993 wurde die zweite Tochter geboren. Benatar tourt bis heute durch die Vereinigten Staaten und brachte 2003 das Album Go heraus. Sie hatte unter anderem auch Gastauftritte in den US-Serien Dharma & Greg (Episode 5.09) und Charmed – Zauberhafte Hexen, in denen sie sich selbst spielte und jeweils einen ihrer Titel aufführte.

## Diskografie
Studioalben

| Jahr | Titel                    | Höchstplatzierung, Gesamtwochen, AuszeichnungChartplatzierungen (Jahr, Titel, Platzierungen, Wochen, Auszeichnungen, Anmerkungen) | Höchstplatzierung, Gesamtwochen, AuszeichnungChartplatzierungen (Jahr, Titel, Platzierungen, Wochen, Auszeichnungen, Anmerkungen) | Höchstplatzierung, Gesamtwochen, AuszeichnungChartplatzierungen (Jahr, Titel, Platzierungen, Wochen, Auszeichnungen, Anmerkungen) | Höchstplatzierung, Gesamtwochen, AuszeichnungChartplatzierungen (Jahr, Titel, Platzierungen, Wochen, Auszeichnungen, Anmerkungen) | Höchstplatzierung, Gesamtwochen, AuszeichnungChartplatzierungen (Jahr, Titel, Platzierungen, Wochen, Auszeichnungen, Anmerkungen) | Anmerkungen                                                                            |
| Jahr | Titel                    | DE | AT | CH | UK | US | Anmerkungen                                                                            |
| ---- | ------------------------ | --- | --- | --- | --- | --- | -------------------------------------------------------------------------------------- |
| 1979 | In the Heat of the Night | — | — | — | UK98 (1 Wo.)UK | US12 Platin · (122 Wo.)US | Erstveröffentlichung: 27. August 1979 Verkäufe: + 1.060.000; in UK erst 1985 platziert |
| 1980 | Crimes of Passion        | — | — | — | — | US2 ×4Vierfachplatin · (93 Wo.)US                                                                                                 | Erstveröffentlichung: 5. August 1980 Verkäufe: + 4.540.000, Grammy (Rock)              |
| 1981 | Precious Time            | DE57 (2 Wo.)DE | — | — | UK30 (7 Wo.)UK | US1 ×2Doppelplatin · (54 Wo.)US                                                                                                   | Erstveröffentlichung: 6. Juli 1981 Verkäufe: + 2.220.000                               |
| 1982 | Get Nervous              | — | — | — | UK73 (6 Wo.)UK | US4 Platin · (46 Wo.)US | Erstveröffentlichung: 21. September 1982 Verkäufe: + 1.140.000                         |
| 1984 | Tropico                  | DE26 (15 Wo.)DE | — | CH21 (10 Wo.)CH | UK31 Silber · (25 Wo.)UK | US14 Platin · (22 Wo.)US | Erstveröffentlichung: 1. November 1984 Verkäufe: + 1.195.000                           |
| 1985 | Seven the Hard Way       | DE42 (10 Wo.)DE | — | — | UK69 (4 Wo.)UK | US26 Gold · (20 Wo.)US | Erstveröffentlichung: 30. Oktober 1985 Verkäufe: + 512.500                             |
| 1988 | Wide Awake in Dreamland  | DE47 (6 Wo.)DE | — | — | UK11 Gold · (14 Wo.)UK | US28 Gold · (29 Wo.)US | Erstveröffentlichung: 24. Juni 1988 Verkäufe: + 610.000                                |
| 1991 | True Love                | — | — | CH39 (2 Wo.)CH | UK40 (3 Wo.)UK | US37 (22 Wo.)US | Erstveröffentlichung: 9. April 1991                                                    |
| 1993 | Gravity’s Rainbow        | — | — | — | — | US85 (9 Wo.)US | Erstveröffentlichung: 1. Juni 1993                                                     |
| 1997 | Innamorata               | — | — | — | — | US171 (1 Wo.)US | Erstveröffentlichung: 3. Juni 1997                                                     |
| 2003 | Go                       | — | — | — | — | US187 (1 Wo.)US | Erstveröffentlichung: 12. August 2003                                                  |

grau schraffiert: keine Chartdaten aus diesem Jahr verfügbar

## Auszeichnungen
- American Music Awards
  - 1982: in der Kategorie „Favorite Pop/Rock Female Artist“
  - 1984: in der Kategorie „Favorite Pop/Rock Female Artist“
  - 1986: in der Kategorie „Favorite Pop/Rock Female Video Artist“

- Grammy
  - 1981: in der Kategorie „Best Rock Vocal Performance, Female“
  - 1982: in der Kategorie „Best Rock Vocal Performance, Female“
  - 1983: in der Kategorie „Best Rock Vocal Performance, Female“
  - 1984: in der Kategorie „Best Rock Vocal Performance, Female“

- Long Island Music Hall of Fame
  - 2008